# Віргінія Краваріоті
Віргінія Краваріоті  (грец. Βιργινία Κραβαριώτη, 27 квітня 1984) — грецька яхтсменка, олімпійська медалістка.

## Виступи на Олімпіадах
| Олімпіада  | Дисципліна | Місце |
| ---------- | ---------- | ----- |
| Афіни 2004 | Лазер      | 9     |
| Пекін 2008 | Інглінг    | 3     |